# Pero Vaz de Caminha
 (octobre 2018).
Si vous disposez d'ouvrages ou d'articles de référence ou si vous connaissez des sites web de qualité traitant du thème abordé ici, merci de compléter l'article en donnant les références utiles à sa vérifiabilité et en les liant à la section « Notes et références ».
Pero Vaz de Caminha (Porto[?], Portugal, vers 1450 - Calicut, Indes, 15 décembre 1500) est un écrivain portugais, connu par ses fonctions de secrétaire de l'escadre de Pedro Álvares Cabral. Il était le fils de Vasco Fernandes de Caminha, chevalier du duc de Bragance.

## Biographie

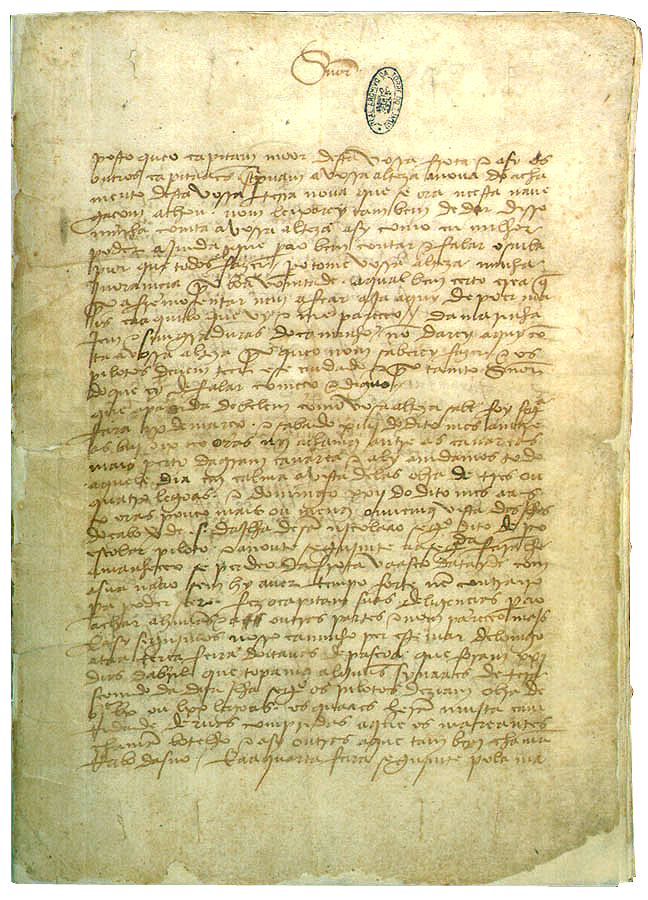
Lettre de Pero Vaz de Caminha à Manuel I de Portugal.

Ses ancêtres seraient d'anciens habitants de Viana do Castelo à l'époque du règne de D. Ferdinand (1367-1383). Cultivé, Pero Vaz fut chevalier des maisons d´Alphonse V (1438-1481), de Jean II (1481-1495) et de Manuel (1495-1521). Il aurait participé à la bataille de Toro (2 mars 1476).
En 1476, il reçut de son père, en héritage, la charge de trésorier (mestre da balança), position importante à l'époque. En 1497, comme membre du conseil municipal, il fut choisi pour rédiger la constitution du conseil municipal de Porto. Ce texte devait être présenté aux Cortes de Lisbonne. On dit que Manuel Ier du Portugal, qui le nomma à cette fonction, l'estimait beaucoup.
En 1500, il fut nommé secrétaire du comptoir qui devait être installé à Calicut, aux Indes. C'est pourquoi il était à bord du navire-amiral de l'escadre de Pedro Álvares Cabral qui, en avril de la même année, découvrit le Brésil. 
Caminha est entré dans l'histoire notamment en tant qu'auteur d'une lettre, datée du 1er mai 1500, qu'il adresse à son suzerain, Manuel 1er du Portugal. Il s'agit de l'un des trois uniques témoignages de cette découverte (les deux autres sont le Rapport du Pilote Anonyme et la lettre de Maître Jean Fara).
Cette lettre de Pero Vaz de Caminha est considérée comme "l'acte de naissance du Brésil". En raison du secret dont le Portugal entourait ses découvertes, elle ne fut publiée qu'en 1817 par le père Manuel Aires de Casal dans son ouvrage Corografia Brasílica, qui fut le premier livre publié au Brésil.
Caminha semble avoir péri lors d'un combat contre des musulmans livré au moment de la construction du comptoir de Calicut, fin 1500. Caminha avait épousé Catarina Vaz avec laquelle il eut au moins une fille, Isabelle.